# Vida nueva (semanario)
Bajo el epígrafe Vida Nueva. Órgano de la U.G.T. y del Partido Socialista Obrero, la sección zaragozana del sindicato Unión General de Trabajadores de España publicó su semanario entre mayo de 1930 y junio de 1936. Autodefinido como prensa obrera, en él se daba cuenta de las noticias que, en opinión de los editores, más podían interesar a los obreros y de las cuestiones vinculadas a los movimientos sindicales y las condiciones de los trabajadores en los diferentes pueblos y comarcas de la provincia de Zaragoza. También se mantenía una crónica regular de los plenos del Ayuntamiento de Zaragoza. Solía tener una extensión de cuatro páginas que se publicaban cada sábado, si bien, por diversas circunstancias, la edición fue interrumpida entre diciembre de 1930 y febrero de 1931, entre marzo y julio de 1934 y entre septiembre de 1934 y enero de 1936.